# All'uscita
All'uscita è una breve commedia in un atto unico scritta da Luigi Pirandello nell'aprile del 1916. Inizialmente l'opera, che l'autore definiva "mistero profano", non era destinata ad essere rappresentata ma era stata pensata per la narrazione. Fu invece messa in scena per il suo contenuto altamente drammatico il 29 settembre del 1922 al Teatro Argentina di Roma per l'allestimento della Compagnia di Lamberto Picasso.

## Trama
All'uscita di un cimitero s'incontrano due spiriti che, abbandonati i loro corpi in disfacimento nelle tombe, prima di scomparire del tutto riflettono tra loro su quello che furono in vita e sul legame di sentimenti e di risposte che ancora attendono e che ancora, secondo alcune teorie filosofiche, li unisce a coloro che sono ancora in vita.
L'Uomo grasso, il primo dei due morti, aspetta d'incontrarsi con la moglie che l'ha tradito in vita, mentre l'altro, il Filosofo «magro e capelluto, sebbene calvo alla sommità del capo», attende di avere le risposte alle domande che lo hanno travagliato. Quand'ecco che arriva un nuovo defunto: è la moglie dell'uomo grasso, che, ridendo e girando su se stessa come una pazza, annuncia di essere stata uccisa dal suo amante. La stridula risata della donna s'interrompe quando appare un’altra apparenza, quella di un bimbo che tiene in mano una melagrana: presa da un forte istinto materno lo aiuta a sbucciarla e mangiarla tutta, esaudendo il suo ultimo desiderio e portandolo quindi a scomparire. La Donna uccisa quindi si mette a piangere, e vedendola in questo stato anche l’Uomo grasso scompare.

In quel momento passano vicino all'uscita del cimitero un contadino, una contadina, un asino e una bimba, vivi ma dall'aspetto di morti. La Donna uccisa corre appresso alla bambina, uscendo di scena, e così dei morti dialoganti rimarrà fermo all'uscita del cimitero solo il filosofo, inchiodato dalla sua stessa ragione, che non desidera nulla, a un'attesa senza fine.

## Edizioni
- Luigi Pirandello, Maschere nude, a cura di Italo Borzi e Maria Argenziano, Newton Compton Editori, 2007.